# Sabily
O Sabily (em árabe: سبيلي, IPA: /sæˈbiːli/, Meu Caminho) é uma distribuição Linux desenhada especialmente para muçulmanos, cujo nome faz referência a verso do Alcorão.
É baseado no popular Ubuntu Linux, que é Livre e Open Source (FOSS) sistema operacional que tem pré-instalado os pacotes para a língua árabe.
Sabily inclui um conjunto de pacotes que personaliza o Ubuntu. O Ubuntu é fácil de usar para um usuário iniciante, com o Office mais utilizado, Internet, aplicações gráficas e de vídeo já está instalado. Com Sabily, usuários muçulmanos terão  softwares islâmicos e ferramentas instaladas também. Sabily inclui softwares islâmicos (ferramenta de momentos de oração, ferramenta para estudos do Alcorão, calendário islâmico, etc.) e tem um design personalizado. A versão completa do Sabily vem com software educacional, codecs para os formatos de mídia mais utilizado. Wisabi  é um Sabily 11.04 instalador para Windows XP, Windows Vista ou Windows 7 com base Wubi.

## Versões disponíveis
Sabily está disponível como um Live DVD, que pode ser iniciado no computador anfitrião sem instalação. Atualmente, existem três versões existentes:
- Versão reduzida (967,96 MB): contém os pacotes principais Sabily, incluindo obras de arte e aplicações Islâmicas e suporte ao idioma árabe.
- Versão integral (1,55 GB): contém o mesmo que a versão mais pequena multimídia, educação e diversos pacotes (veja a lista completa aqui)
- A versão completa com recitações (3,3 GB): mesmo que a versão integral mais recitações do Alcorão fornecido por http://www.versebyversequran.com : Muhammad al-Siddiq Minshawi, Huzify, Sa’ad al-Ghamadi e Mishary Rashed Alafasy. Nota: esta versão é útil quando não estiver conectado à Internet (todas as versões Sabily fornecer recitações online)

## Software adicionais
Em comparação com o Ubuntu:
- zekr: Ferramenta de Estudo do Alcorão
- minbar: pedido de oração islâmica
- monajat: aplicativo de popups das orações em tempos predeterminados
- firefox-praytimes: extensão do Firefox que exibe oração diária Islâmica
- webstrict: UI frontend para DansGuardian (ferramenta de filtragem de conteúdo web)
- nanny: sistema de controlo parental
- thwab: Sistema Enciclopédico Eletrónico
- hijra: Calendário islâmico
- mus-haf Othman: Navegador Alcorão de Othman
- noor: visualizador do Alcorão
- fsool: Capítulos abreviados no Messenger vita
- rejaal: Homem em torno do profeta

## Suporte ao árabe
- linguagem pack-ar: as traduções para a língua árabe
- língua-pack-gnome-ar: as traduções do GNOME para o idioma árabe
- mozilla-firefox-locale-ar: Mozilla Firefox língua árabe / pacote região
- aspell-ar: Árabe dicionário aspell
- acon: Texto console arabizado
- Bicon: Console que suporta a exibição do texto bidirecional
- árabe eyes qamoos: dicionário Árabe-Inglês

## Referencias
1. ↑  Ubuntu is easy to use
2. ↑  Sabily content
3. ↑  Wisabi